# Ichneumon arisanus
Ichneumon arisanus là một loài tò vò trong họ Ichneumonidae.